# Charlton (Nowy Jork)
Charlton – miasto w Stanach Zjednoczonych, w stanie Nowy Jork, w hrabstwie Saratoga.